# Warlocks (band)
 Denne artikel omhandler den norsk rapgruppe Warlocks. Opslagsordet har også en anden betydning, se Warlock.
Warlocks er en norsk rapgruppe fra Oslo i Norge. Navnet kommer fra engelsk hvor «warlock» refererer til en troldmand. Gruppen blev etableret i 1992 under navnet «Warlocks of Mayhem».

## Historie
Rapgruppen «Warlocks of Mayhem» blev stiftet i 1992 af tvillingerne André «Tech Rock» Eriksen og Kevin «Karma» Eriksen, sammen med kameratene Haakon «Hawk» Lund, Jan Erik «Small MC» Nøkleby og Kenneth «Kennybong» Engen i 1992. «Warlocks of Mayhem» var nært knyttede til miljøet omkring blitzhuset i Oslo. De spillede deres første koncerter der og var bl.a. interviewet over en helside i blitzavisen Smørsyra.
Nøkleby og Engen sluttede kort tid efter og startede sin egen gruppe, «Valuable Scamps».
Warlocks har udgivet fem album og har i tillæg medvirket på utallige album med artister som Diaz, Tommy Tee og Ken. Bandet vandt Alarmprisen 2002 i klassen hip hop/rap for albummet Afterlife. De lavede også musikken til den norske spillefilmen Sønner i 2006.
Eriksen-tvillingerne er også medlemmer af breakdancegruppen Atomic B-Boys. Haakon Lund arbejder som radioshowvært og som musikproducer, hvor han arbejder mest med mixtapes og EP-er i eget navn og eget pladeselskab. Han står bak produktionen for rapperne Simon Divine og Andyboy. Kevin Eriksen har en solokarriere under kunstnernavnet Kevin.

## Kontrovers
- I 1995 indspillede Warlocks en video til sangen Graff Kill fra Lyrical Marksmen-albummet. I videoen knuser rap-gruppen en jernbanevogn som tilhører NSB. Dette skabte reaktioner i form af at NSB politianmeldte Warlocks. [kilde mangler]

- I 1996 takkede Warlocks ja til en kontrakt med Christer Falck og hans nystartede Ironic Recordings. Singlen The VOT-Click blev udgivett før Warlocks hurtigt valgte at gå videre til Tommy Tees Tee Productions. Det førte til et gennembrud med sangen Flashbacks fra albummet Top Notch. Resultatet blev en årelang hiphop-krig og fejde med Christer Falck og Darkside of the Force.[kilde mangler]

## Diskografi

### Album
| Dato | Album                 | Pladeselskab |
| ---- | --------------------- | ------------ |
| 1995 | Lyrical Marksmen      |              |
| 1997 | Top Notch             |              |
| 1998 | Mic Knights           |              |
| 2001 | Afterlife             |              |
| 2005 | The Neverending Story |              |

### Singler og 12"
- V.O.T. Click (1996)
- Flashbacks (1997)
- Flashbacks pt. 1 and 2 (1997)
- The Way My Mind Works (1997)
- Top Notch Vinyl EP (1997)
- For Those Who Never Saw This (1998)
- Foul Child with T.P. Allstars (1999)
- Techniques & Styles 99 (1999)
- U R A Dick (2001)
- Rap Game (2001)
- Hahaha! (2002)
- Stay Warm (2005)
- Soundboy (2005)